# Station Bockstael
Station Bockstael is een spoorweghalte in Laken in het noordwesten van de Belgische hoofdstad Brussel die grenst aan het metrostation Bockstael.

## Ligging
De halte ligt nabij het park van Laken aan de Emile Bockstaellaan, genoemd naar oud-burgemeester Emile Bockstael. Het station ligt aan spoorlijn 50 (Brussel - Aalst - Gent) en wordt enkel aangedaan door S-treinen. Het station verving het vroegere station Laken, omwille van nieuwe overstapmogelijkheden tussen trein en metro.
Bockstael is ook een belangrijk knooppunt in het Brusselse tram- en busnetwerk. Er stoppen twee tramlijnen, drie MIVB-buslijnen en een dertiental De Lijn-buslijnen. De bussen van De Lijn en bus 53 van de MIVB stoppen zowel aan het Bockstaelplein zelf als aan het station.
Vanaf 2022 zal de stopplaats volledig vernieuwd worden. De perrons worden vernieuwd en verhoogd naar de standaardhoogte van 76 centimeter, de muren en plafonds worden vernieuwd, alsook de doorgang naar de metro. Daarnaast komen er 2 liften naar de perrons. Op die manier zal het volledige station integraal toegankelijk zijn.

## Treindienst
| Serie  | Treinsoort     | Route                                                                                          | Bijzonderheden |
| ------ | -------------- | ---------------------------------------------------------------------------------------------- | --- |
| L 2850 | L-trein (NMBS) | Antwerpen-Centraal – Aarschot – Leuven                                                         | |
| S 3    | GEN (NMBS)     | [ Denderleeuw – ] Geraardsbergen – Brussel-Zuid – [ Bockstael – Dendermonde ] / [ Schaarbeek ] | Rijdt tijdens de spits vanaf/naar Denderleeuw. Tijdens de spits extra ritten Geraardsbergen-Schaarbeek. Rijdt tijdens het weekend Denderleeuw-Brusssel-Noord. |
| S 4    | GEN (NMBS)     | Aalst – Bockstael – Brussel-Schuman – Mechelen                                                 | Rijdt alleen op werkdagen. |
| S 10   | GEN (NMBS)     | Dendermonde – Brussel-West – Brussel-Zuid – Bockstael – Aalst                                  | Tijdens de spits extra ritten Aalst-Brussel-Zuid |

## Galerij

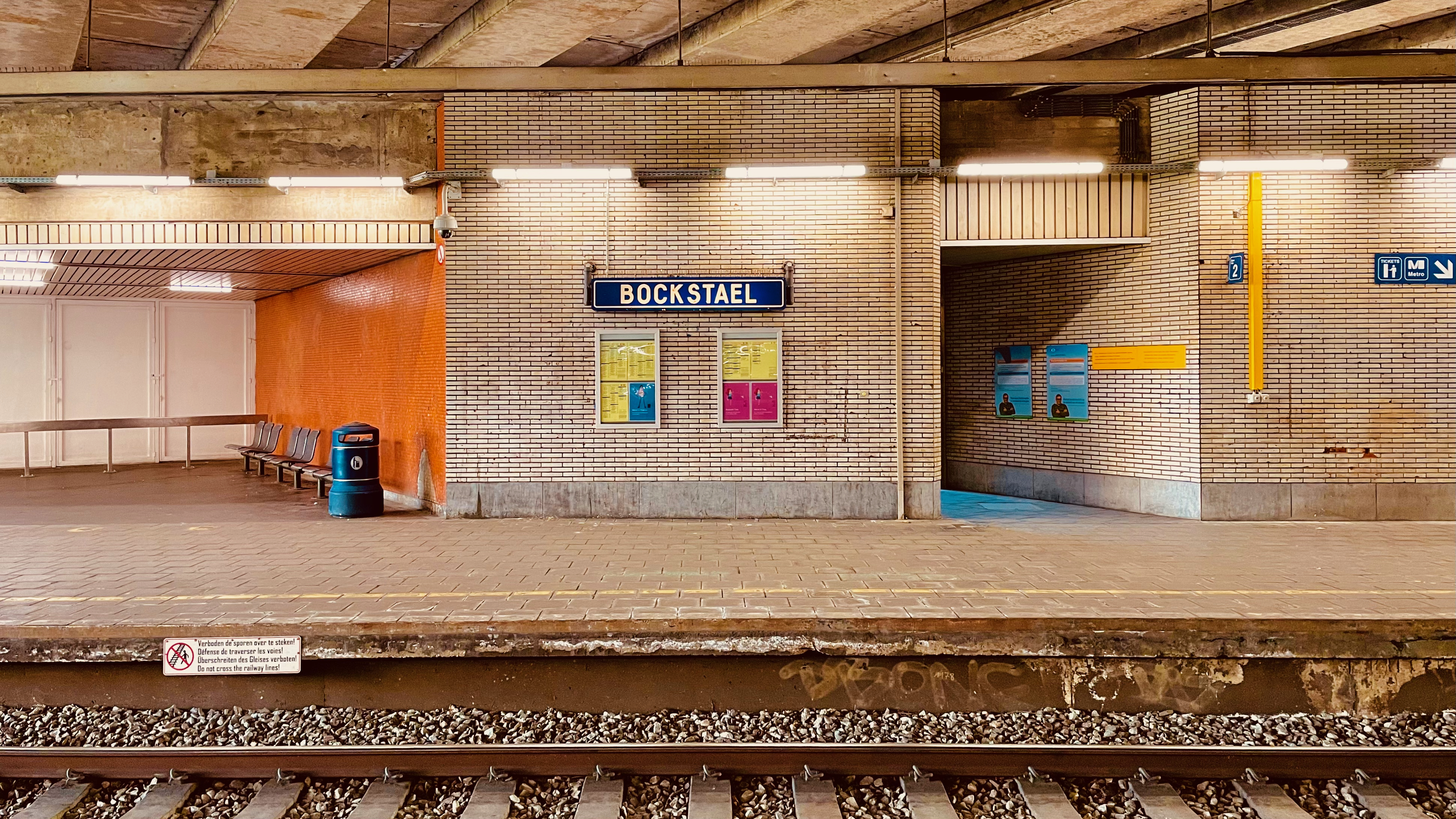
Naambord op een perron
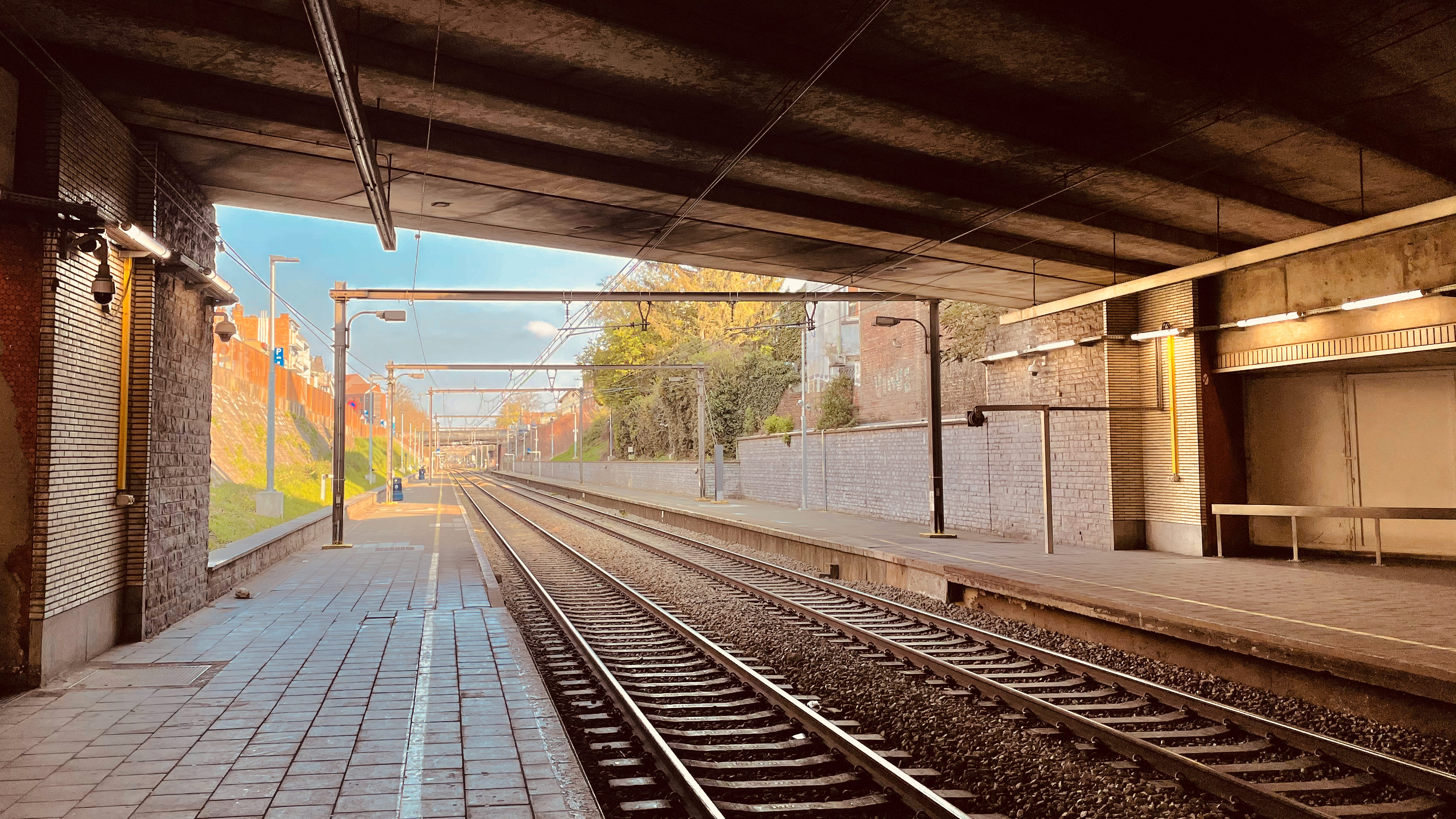
Zicht op de perrons

## Reizigerstellingen
De grafiek en tabel geven het gemiddeld aantal instappende reizigers weer op een week-, zater- en zondag.
| Tabel: aantal instappende reizigers station Bockstael | Tabel: aantal instappende reizigers station Bockstael | Tabel: aantal instappende reizigers station Bockstael | Tabel: aantal instappende reizigers station Bockstael |
|                                                       | Weekdag                                               | Zaterdag                                              | Zondag                                                |
| ----------------------------------------------------- | ----------------------------------------------------- | ----------------------------------------------------- | ----------------------------------------------------- |
| 1981                                                  | 1 345                                                 | 139                                                   | 95                                                    |
| 1982                                                  | 589                                                   | 116                                                   | 148                                                   |
| 1983                                                  | 1 537                                                 | 99                                                    | 78                                                    |
| 1984                                                  | 1 478                                                 | 104                                                   | 78                                                    |
| 1985                                                  | 1 307                                                 | 101                                                   | 84                                                    |
| 1986                                                  | 1 380                                                 | 105                                                   | 89                                                    |
| 1987                                                  | 1 240                                                 | 184                                                   | 165                                                   |
| 1988                                                  | 1 233                                                 | 175                                                   | 234                                                   |
| 1989                                                  | 1 218                                                 | 148                                                   | 157                                                   |
| 1990                                                  | 940                                                   | 183                                                   | 153                                                   |
| 1991                                                  | 861                                                   | 147                                                   | 135                                                   |
| 1992                                                  | 775                                                   | 126                                                   | 113                                                   |
| 1993                                                  | 795                                                   | 62                                                    | 147                                                   |
| 1994                                                  | 913                                                   | 102                                                   | 71                                                    |
| 1995                                                  | 876                                                   | 115                                                   | 97                                                    |
| 1996                                                  | 955                                                   | 93                                                    | 68                                                    |
| 1997                                                  | 1 013                                                 | 88                                                    | 102                                                   |
| 1998                                                  | 1 177                                                 | 100                                                   | 63                                                    |
| 1999                                                  | 998                                                   | 96                                                    | 56                                                    |
| 2000                                                  | 1 148                                                 | 128                                                   | 82                                                    |
| 2001                                                  | 961                                                   | 76                                                    | 64                                                    |
| 2002                                                  | 1 019                                                 | 104                                                   | 94                                                    |
| 2003                                                  | 1 080                                                 | 97                                                    | 86                                                    |
| 2004                                                  | 1 130                                                 | 102                                                   | 84                                                    |
| 2005                                                  | 1 184                                                 | 127                                                   | 112                                                   |
| 2006                                                  | 1 193                                                 | 136                                                   | 92                                                    |
| 2007                                                  | 1 261                                                 | 186                                                   | 115                                                   |
| 2008                                                  | -                                                     | -                                                     | -                                                     |
| 2009                                                  | 1 061                                                 | 127                                                   | 95                                                    |
| 2010                                                  | -                                                     | -                                                     | -                                                     |
| 2011                                                  | -                                                     | -                                                     | -                                                     |
| 2012                                                  | 1 112                                                 | 97                                                    | 103                                                   |
| 2013                                                  | 1 171                                                 | 120                                                   | 106                                                   |
| 2014                                                  | 1 173                                                 | 121                                                   | 111                                                   |
| 2015                                                  | 899                                                   | 101                                                   | 87                                                    |
| 2016                                                  | 917                                                   | 135                                                   | 73                                                    |
| 2017                                                  | 903                                                   | 117                                                   | 80                                                    |
| 2018                                                  | 888                                                   | 119                                                   | 139                                                   |
| 2019                                                  | 929                                                   | 129                                                   | 107                                                   |
| 2020                                                  | 404                                                   | 59                                                    | 41                                                    |
| 2021                                                  | -                                                     | -                                                     | -                                                     |
| 2022                                                  | 1 166                                                 | 266                                                   | 216                                                   |
| 2023                                                  | 1 120                                                 | 256                                                   | 231                                                   |
| 2024                                                  | 1 377                                                 | 238                                                   | 185                                                   |